# 何知重
何知重（1893年—1976年10月4日），原名“良权”，另号“是侬”，贵州桐梓新站区大河天桥村人，国民革命军中将、黔军高级将领。

## 生平
何知重是王家烈的表弟。1903年入私塾读书，与周西成、王家烈、毛光翔、犹国材等“桐梓系”黔军军阀为同窗。1908年入桐梓县立高等学堂，1914年考入贵阳勤工局主办之勤工俭学学堂半工半读。辛亥革命时，投笔从戎加入军队，三年后升排长。1918年考入贵州讲武堂第二期，毕业后在黔军第1团任连长，1920年任副营长。1924年任彭汉章第2师上校副官。1925年任任省长公署上校参谋。1926年9月所部投靠国民政府，任国民革命军第二十五军第2师参谋长。
1928年7月任第二十五军副官长。民国17年（1928年），擔任中华民国遵义府婺川縣縣長。后由田君亮接任。1929年任第二十五军第1师副师长兼湘黔边区副司令。1932年2月任第25军第1师师长兼湘黔边区剿匪司令。1934年12月兼任贵州全省剿匪总指挥部副总指挥。1935年初中央军入黔，推翻王家烈地方当局，第二十五军番号撤销，所领第二十五军第1师改编为第103师，任师长。1936年11月铨叙陆军少将。
1937年抗战爆发后，何知重103师9000余人奉命调守江阴要塞。坚守江阴要塞3个多月之久。1937年12月1日，第103师奉命向南京撤退时，全师4000人。途径镇江时，第103师遭敌围，突围者约2000人。至武汉整训，调升第八十六军军长。武汉会战中参加武汉外围田家镇作战。南岳整军会后，第八十六军番号被撤销，调任军事委员会中将高参，未就职。1939年1月解甲返回贵阳。
1949年11月从桐梓到遵义迎接解放，被选为贵阳市参议员、贵州省政协资料室顾问。特邀出席贵阳市第一届各界人民代表会议。